# Liste der Biografien/Tj
Liste der Biografien |
Portal Biografien |
Personensuche
# |
A |
B |
C |
D |
E |
F |
G |
H |
I |
J |
K |
L |
M |
N |
O |
P |
Q |
R |
S |
T |
U |
V |
W |
X |
Y |
Z |
?
 
Ta |
Tc |
Te |
Tf |
Tg |
Th |
Ti |
Tj |
Tk |
Tl |
Tm |
To |
Tq |
Tr |
Ts |
Tu |
Tv |
Tw |
Tx |
Ty |
Tz
Die Liste der Biografien führt alle Personen auf, die in der deutschsprachigen Wikipedia einen Artikel haben. Dieses ist eine Teilliste mit 110 Einträgen von Personen, deren Namen mit den Buchstaben „Tj“ beginnt.

## Tj

### Tja
- Tjaarda, John (1897–1962), US-amerikanischer Produkt- und Autodesigner niederländischer Herkunft
- Tjaarda, Tom (1934–2017), US-amerikanischer Fahrzeugdesigner
- Tjaden, Enno Johann Heinrich (1722–1781), ostfriesischer Jurist und Wissenschaftshistoriker
- Tjaden, Heinz-Peter (* 1949), deutscher Redakteur und Schriftsteller
- Tjaden, Hermann (1861–1952), deutscher Arzt und Politiker (DDP, NSDAP), MdBB
- Tjaden, Karl Hermann (1935–2021), deutscher Soziologe und Politikwissenschaftler
- Tjaden, Walter (1906–1985), deutscher Tontechniker und Produktionsleiter beim österreichischen und deutschen Film
- Tjaden-Steinhauer, Margarete (* 1936), deutsche Soziologin und Politikwissenschaftlerin
- Tjadens, Herbert (1897–1981), deutscher Schriftsteller und Drehbuchautor
- Tjader, Cal (1925–1982), US-amerikanischer Latin-Jazz-Musiker
- Tjäder, Jesper (* 1994), schwedischer Freestyle-Skisportler
- Tjahnybok, Oleh (* 1968), nationalistischer ukrainischer PolitikerOleh Tjahnybok (* 1968)

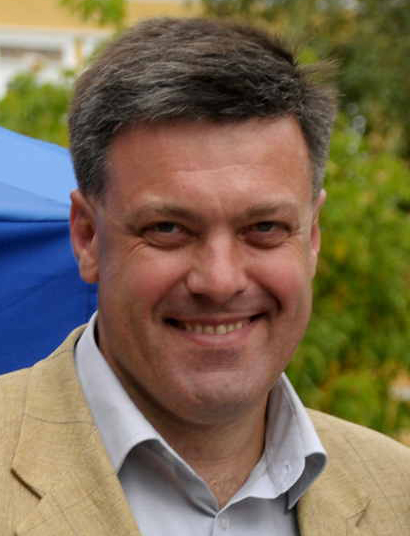
Oleh Tjahnybok (* 1968)

- Tjallingii, Maarten (* 1977), niederländischer Radrennfahrer
- Tjalve, Lisa (* 1974), dänische Opernsängerin (Sopran)
- Tjampitjinpa, Kaapa (1925–1989), australischer Künstler
- Tjampitjinpa, Ronnie (* 1943), australischer Künstler
- Tjan, Gemahlin des Pharaos Sobekhotep IV.
- Tjan, So Gwan (* 1959), indonesische Badmintonspielerin
- Tjandramulia, Olivia (* 1997), australische Tennisspielerin
- Tjanenheb, altägyptischer Beamter
- Tjanuni, altägyptischer Heerschreiber
- Tjapaltjarri, Tim Leura (1930–1984), australischer Künstler
- Tjapaltjarri, Warlimpirrnga, australischer Künstler
- Tjapanangka, Don Ellis (1925–1976), australischer Maler
- Tjarda van Starkenborgh Stachouwer, Alidius (1888–1978), niederländischer Diplomat und Generalgouverneur von Niederländisch-Ostindien
- Tjarda van Starkenborgh Stachouwer, Jacobus Nicolaas (1822–1895), niederländischer Landschafts- und Genremaler
- TJARK, deutscher Sänger und Songwriter
- Tjarks, Anjes (* 1981), deutscher Politiker (Bündnis 90/Die Grünen), MdHBAnjes Tjarks (* 1981)

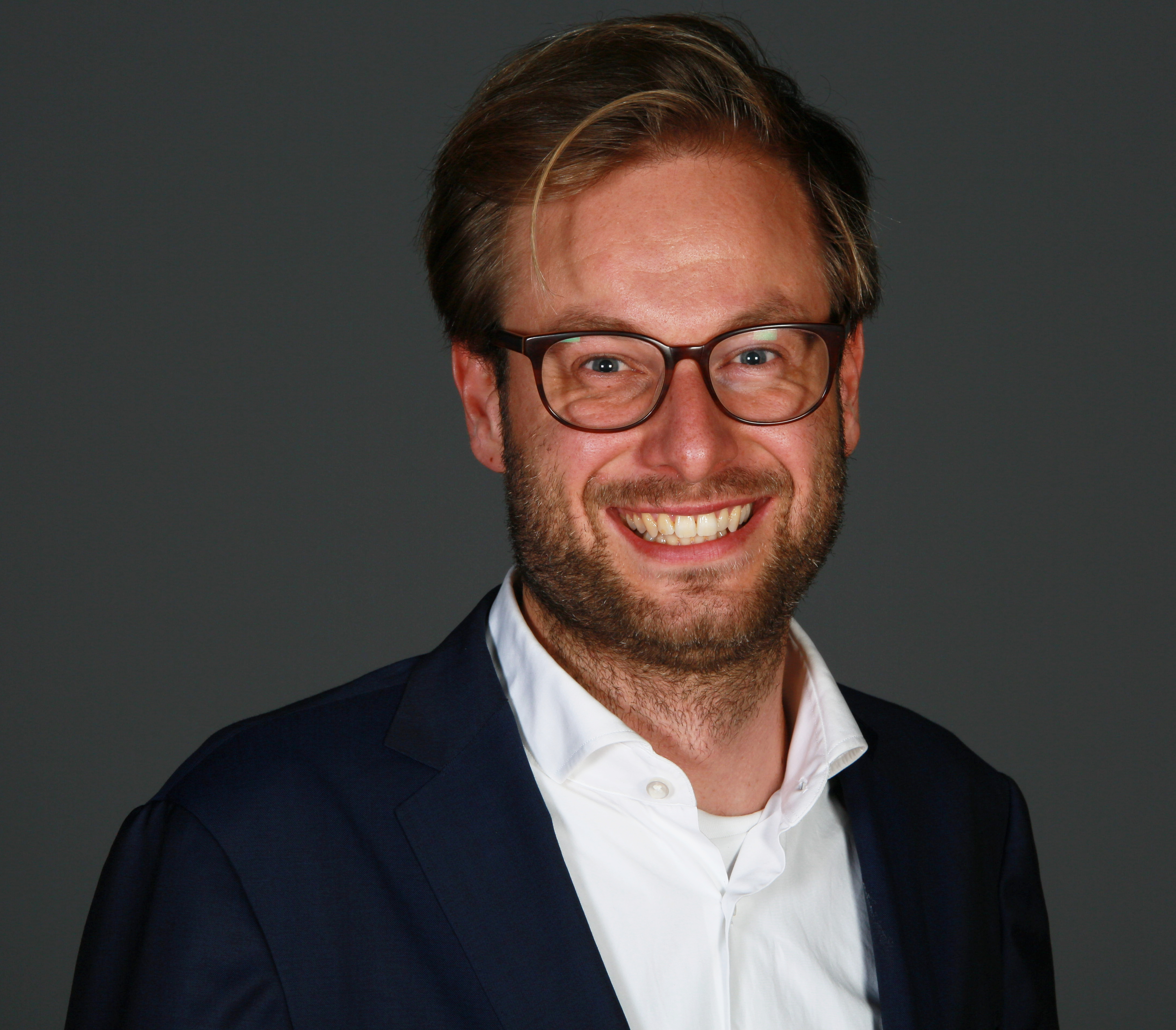
Anjes Tjarks (* 1981)

- Tjarks-Sobhani, Marita (* 1948), deutsche Hochschullehrerin für technische Redaktion
- Tjärnqvist, Daniel (* 1976), schwedischer Eishockeyspieler
- Tjärnqvist, Mathias (* 1979), schwedischer Eishockeyspieler und -funktionär
- Tjaschowa, Alexandra Pawlowna (1901–1978), sowjetische Geologin und Paläontologin
- Tjauti, altägyptischer Beamter

### Tje
- Tjebbes, Joris (1929–2001), niederländischer Schwimmer
- Tjeenk Willink, Herman (* 1942), niederländischer Politiker
- Tjeknavorian, Emmanuel (* 1995), österreichischer ViolinistEmmanuel Tjeknavorian (* 1995)

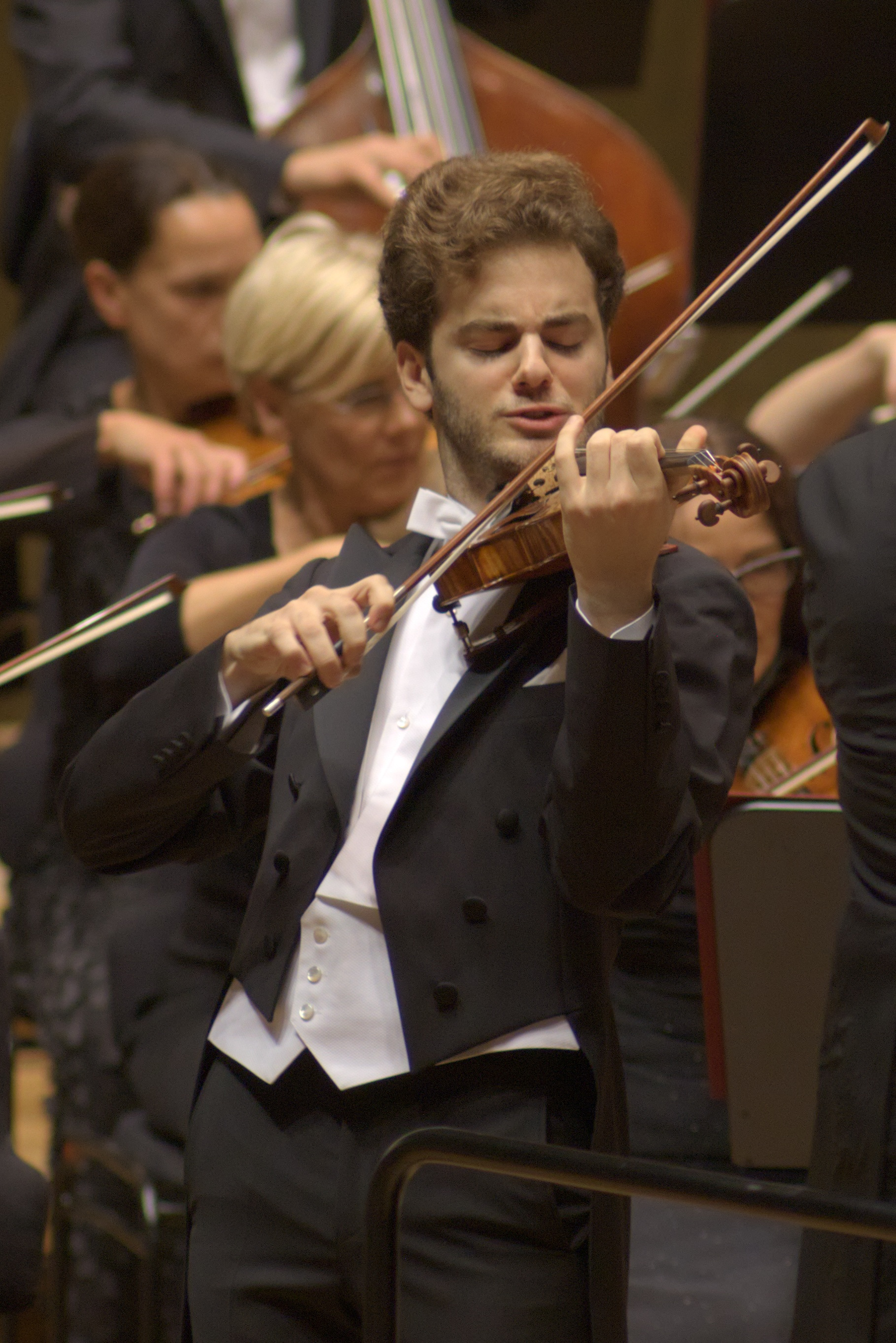
Emmanuel Tjeknavorian (* 1995)

- Tjeknavorian, Loris (* 1937), iranisch-armenischer Dirigent und Komponist
- Tjela, Ernest (* 1954), lesothischer Marathonläufer
- Tjelta, Pia (* 1977), norwegische Schauspielerin
- Tjen, Janice (* 2002), indonesische Tennisspielerin
- Tjenti, altägyptischer Beamter
- Tjephe, Stephen (1955–2020), myanmarischer Geistlicher, römisch-katholischer Bischof von Loikaw
- Tjeri, altägyptischer Beamter
- Tjernström, Daniel (* 1974), schwedischer Fußballspieler
- Tjernström, Michael (* 1955), schwedischer Meteorologe und Hochschullehrer
- Tjessem, Charles (* 1971), norwegischer Koch
- Tjeteti, altägyptischer Beamter
- Tjeti, altägyptischer Beamter der 6. Dynastie
- Tjetiaa, altägyptischer Beamter der 6. Dynastie
- Tjetu, altägyptischer Beamter

### Tji
- Tjian, Robert (* 1949), US-amerikanischer Biochemiker
- Tjibaou, Jean-Marie (1936–1989), französischer Politiker, Anführer der kanakischen Unabhängigkeitsbewegung in Neukaledonien
- Tjikuzu, Razundara (* 1979), namibischer Fußballspieler
- Tjin A-Lim, Maayke (* 1998), niederländische Leichtathletin
- Tjio, Joe Hin (1919–2001), Zytogenetiker
- Tjiriange, Ngarikutuke (1943–2021), namibischer Politiker
- Tjirue, Tjamuaha († 1861), Kaptein der Herero
- Tjitendero, Mose (1943–2006), namibischer Politiker
- Tjitunga, Joseph (* 1971), namibischer Marathonläufer
- Tjiueza, Neville (* 1993), namibischer Fußballspieler
- Tjiuoro, Esau (* 1982), namibischer Fußballspieler

### Tjo
- Tjodalv (* 1976), norwegischer Schlagzeuger
- Tjoka, Mamorallo (* 1984), lesothische Leichtathletin
- Tjølsen, Katrine (* 1993), norwegische Schachspielerin
- Tjomsland, Arne (1915–1970), norwegischer Holz- und Elfenbeinschnitzer
- Tjon En Fa, Jaïr (* 1993), surinamischer Radrennfahrer
- Tjong, Alex (* 1991), brasilianischer Badmintonspieler
- Tjong-Ayong, George, deutscher Jazzmusiker (Saxophon)
- Tjongarero, Agnes (* 1946), namibische Politikerin
- Tjörnebo, Gunnar (1927–2009), schwedischer Hindernisläufer
- Tjow, Choon Boon (* 1945), malaysischer Radrennfahrer

### Tju
- Tju, Brianne (* 1998), US-amerikanische SchauspielerinBrianne Tju (* 1998)

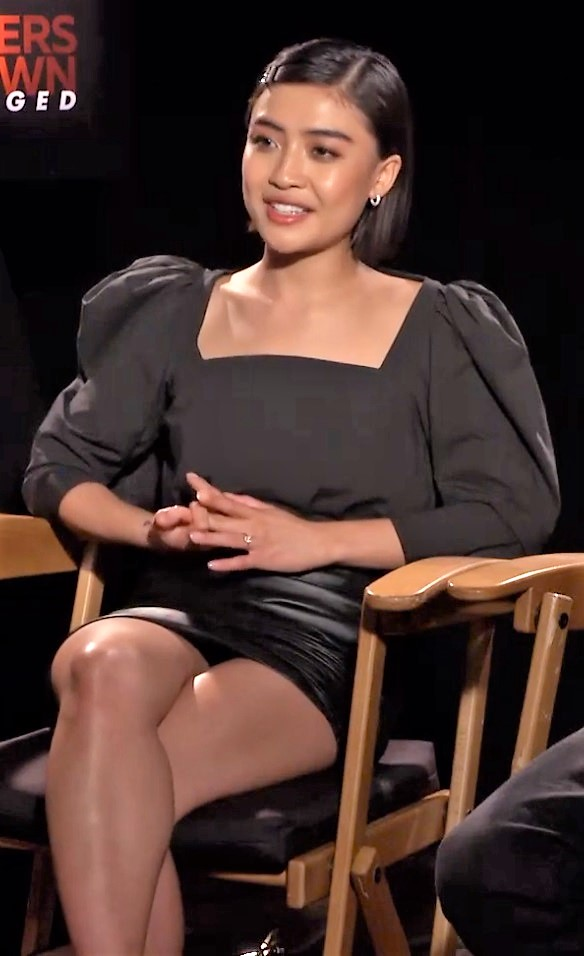
Brianne Tju (* 1998)

- Tju, Haley (* 2001), US-amerikanische Schauspielerin und Synchronsprecherin
- Tjuchai, Irina Wiktorowna (* 1967), russische Siebenkämpferin
- Tjugum, Heidi (* 1973), norwegische Handballspielerin und -trainerin
- Tjukalow, Juri Sergejewitsch (1930–2018), russischer Olympiasieger im Rudern
- Tjukawin, Konstantin Alexandrowitsch (* 2002), russischer Fußballspieler
- Tjukin, Eduard Awtandilowitsch (* 1978), russischer Gewichtheber
- Tjulenew, Iwan Wladimirowitsch (1892–1978), sowjetischer General
- Tjulenewa, Walerija (* 1997), kasachische Skilangläuferin
- Tjuljapkin, Michail Sergejewitsch (* 1984), russischer Eishockeyspieler
- Tjulkin, Wiktor Arkadjewitsch (* 1951), russischer kommunistischer Politiker (RKRP-RPK)
- Tjulpanow, Sergei Iwanowitsch (1901–1984), sowjetischer Offizier und GesellschaftswissenschaftlerSergei Iwanowitsch Tjulpanow (1901–1984)

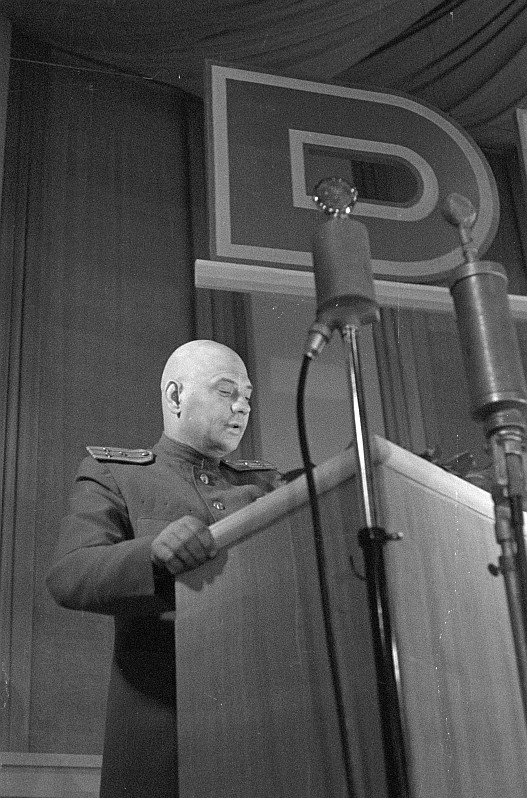
Sergei Iwanowitsch Tjulpanow (1901–1984)

- Tjumenew, Alexander Iljitsch (1880–1959), russischer Althistoriker
- Tjumenew, Wiktor Nikolajewitsch (1957–2018), russischer Eishockeyspieler
- Tjumenzew, Andrei Alexejewitsch (* 1963), sowjetisch-russischer Handballspieler
- Tjumenzew, Wladimir Jurjewitsch (* 1982), russischer Freestyle-Skier
- Tjun, Tjun (* 1952), indonesischer Badmintonspieler
- Tjuneroy, ägyptischer Beamter unter Ramses II.
- Tjungurrayi, Brandy (* 1930), australischer Künstler
- Tjungurrayi, Don (* 1939), australischer Maler der Aborigines
- Tjungurrayi, Helicopter (* 1947), australischer Künstler
- Tjunina, Galina Borissowna (* 1967), russische Schauspielerin
- Tjurin, Andrei Nikolajewitsch (1940–2002), russischer Mathematiker
- Tjurin, Denis Alexejewitsch (* 1980), russischer Eishockeyspieler
- Tjurin, Juri Georgijewitsch (1948–2017), sowjetischer Eishockeyspieler
- Tjurin, Michail Wladislawowitsch (* 1960), russischer Kosmonaut
- Tjurin, Oleg Grigorjewitsch (1937–2010), sowjetischer Ruderer
- Tjurina, Anastassija Pawlowna (* 2010), russische Musikerin und Balalaika-Spielerin
- Tjurina, Galina Nikolajewna (1938–1970), russische Mathematikerin
- Tjurjakulow, Nasir Tjurjakulowitsch (1893–1937), sowjetischer Diplomat
- Tjurkina, Nina (* 1931), sowjetische Weitspringerin
- Tjurnew, Jewgeni Igorewitsch (* 1997), russischer Tennisspieler
- Tjus, Julia, deutsche Physikerin und Hochschullehrerin
- Tjutin, Fjodor Anatoljewitsch (* 1983), russischer Eishockeyspieler und -scout
- Tjutin, Igor Wiktorowitsch (* 1940), russischer Physiker
- Tjutjunnyk, Hryhir (1931–1980), ukrainischer Schriftsteller
- Tjutjunnyk, Hryhorij (1920–1961), ukrainischer Drehbuchautor, Schriftsteller und Dichter
- Tjutjunnyk, Jurij (1891–1930), ukrainischer Offizier, Politiker, Drehbuchautor und Schauspieler
- Tjuttschew, Fjodor Iwanowitsch (1803–1873), russischer Dichter und DiplomatFjodor Iwanowitsch Tjuttschew (1803–1873)

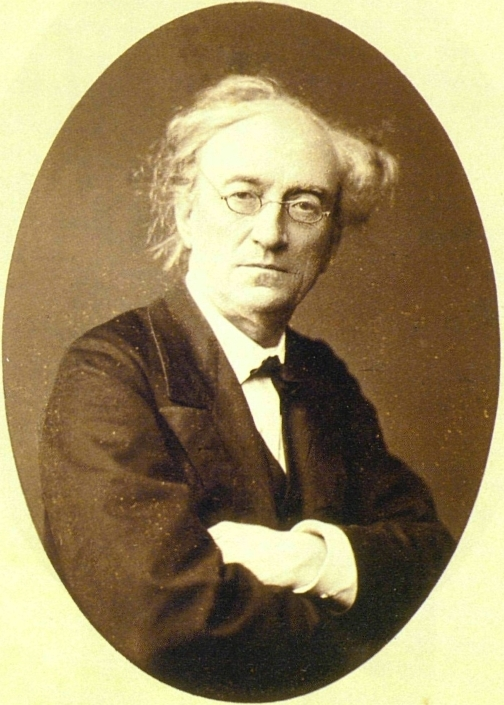
Fjodor Iwanowitsch Tjuttschew (1803–1873)